# Geislede

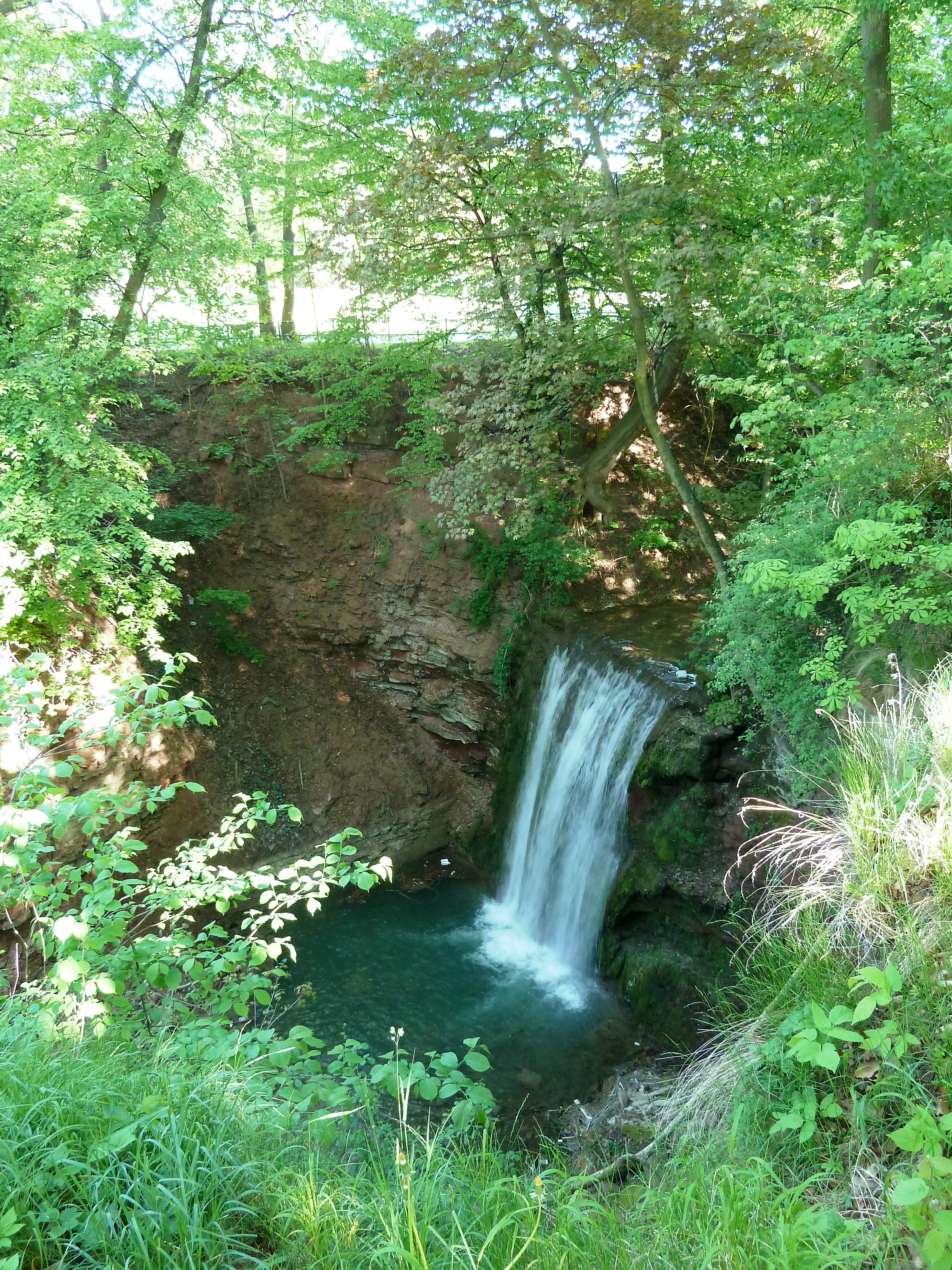
Der Wasserfall bei der Scheuche

Die Geislede ist ein Nebenfluss der Leine im Eichsfeld in Nordwestthüringen.

## Geographie

### Verlauf
Die Geislede wird aus zwei Quellarmen gespeist: dem Gieselbach, der bei Heuthen auf ungefähr 420 m Höhe entspringt und der aus Kreuzebra kommenden Ebra. Nach deren Vereinigung fließt sie in westlicher Richtung nach Geisleden und dann in nordwestlicher Richtung nach Heilbad Heiligenstadt. Der Flusslauf der Geislede tritt von Südost in das Stadtgebiet Heilbad Heiligenstadts ein und mündet bei der Sperberwiese in die Leine.
Das Tal der Geislede trennt nach Nordwesten die beiden Höhenzüge Dün und Oberes Eichsfeld.

#### Verlauf im Stadtgebiet von Heiligenstadt
Die Geislede durchfließt die historische Altstadt von Heiligenstadt von Ost nach West und trieb dort bis zu sechs Mühlen an, von welchen noch die Herrenmühle (auch Fronmühle) und die Klausmühle erhalten sind. Im Stadtgebiet wurde das Gewässer stark kanalisiert und teilweise auch mit Gebäuden wie dem Jesuitenkolleg überbaut.
Außerhalb der Stadtmauern wurden weitere Mühlen errichtet, wovon ein künstlicher Wasserlauf, der Mühlgraben mit der Kapsmühle zeugt. Die Namen der angrenzenden Straßen Mühlgraben und Auf der Rinne lassen sich davon ableiten.

#### Wasserfall
Der Lauf der Geislede wurde in Heiligenstadt aus Hochwasserschutzgründen durch den Bau eines Wehres im Bereich des alten Friedhofes beim Geisleder Tor künstlich geteilt. Das überschüssige Wasser wurde noch vor der Stadtmauer zur Leine abgeleitet. An der Scheuche am Rande des heutigen Heinrich-Heine-Kurparks entstand an einer steilen  Buntsandsteinstufe ein 7 m hoher Wasserfall. Dieser ist sowohl oben von einer Aussichtsplattform als auch von unten zu besichtigen.
Dieser Wasserfall regte Theodor Storm zu seinem Kunstmärchen Die Regentrude an.

### Zuflüsse
Bei den Zuflüssen der Geislede und seiner beiden Quellarme handelt es sich teilweise um kleinere Bachläufe, die nicht ständig Wasser führen. Wasserreichster Zufluss ist der Buchborn, der einen Großteil von Heiligenstadt mit Trinkwasser versorgt. Nachfolgend eine hierarchische Liste der Zuflüsse, von der Quelle zur Mündung:
- Zuflüsse der Ebra: Klinge mit dem Stockborn, Hasenborn mit dem Heidelborn, Talsgraben (li)
- Zuflüsse des Gieselbaches: Willer-Quelle mit dem Stockborn, Quelle am Johannesberg, Ochsberggraben (re), Heuthener Graben (re), Steinmelgraben (re)
- Zuflüsse der Geislede sind der Haartgrundgraben (re), Vietzengraben (re), Heibichtalgraben (li), Geisledenquelle (li), Ittentalgraben (re), Buchborn (li), Dachstalgraben (re), Pferdebach (li), Schöllbach (li).

## Mühlen
Am Lauf der Geislede befanden sich insgesamt bis zu 17 Mühlen, eine Mühle in Heuthen am Gieselbach, vier Mühlen unterhalb von Geisleden und 12 Mühlen im Stadtgebiet von Heiligenstadt. Von den teilweise umfangreichen Wehranlagen wurden in Heiligenstadt drei zurückgebaut und als Sohlgleite gestaltet.

## Namensherkunft
Der althochdeutsche Name Geizlaha weist auf einen Geißbach (von Geiß oder Ziege) sowohl für den Fluss, als auch für den Ort Geisleden hin. Ein Oberlauf der Geislede heißt noch heute Gieselbach (von Gissel- oder Geiselbach).